# Szent Illés-fatemplom (Petres)
A petresi Szent Illés-fatemplom műemlékké nyilvánított épület Romániában, Beszterce-Naszód megyében. A romániai műemlékek jegyzékében a  BN-II-m-A-01683 sorszámon szerepel.